# Kagadi (district)
Kagadi is een district in het westen van Oeganda. Het administratief centrum van het district is de stad Kagadi. In 2015 telde het district ongeveer 361.000 inwoners en in 2020 ongeveer 430.200 inwoners. Van de bevolking woont 84% op het platteland.
Het district werd gecreëerd in 2012 toen het district Kibaale werd opgesplitst. Het grenst aan het Albertmeer en aan de districten Ntoroko, Hoima, Kibaale en Kyenjojo. Het district is opgedeeld in drie steden (Kagadi, Mabaale en Muhorro) en zestien sub-county's.